# Foxes
Foxes, właśc. Louisa Rose Allen (ur. 29 kwietnia 1989 w Southampton) – brytyjska piosenkarka oraz autorka tekstów pochodząca z Southampton. Największą rozpoznawalność przyniósł jej gościnny udział w przeboju niemieckiego DJ Zedda, "Clarity". Piosenka odniosła międzynarodowy sukces, zdobywając pozycje w czołówkach list przebojów takich krajów jak Stany Zjednoczone, Australia czy Brazylia. Utwór wygrał nagrodę Grammy 2014 w kategorii "Best Dance Recording".
Jej debiutancki album "Glorious" został wydany 12 maja 2014 roku i zadebiutował na 5. miejscu listy UK Albums. Wypromował on piosenki "Youth", "Let Go For Tonight", "Holding Onto Heaven", które dotarły do pierwszej dwudziestki najważniejszej brytyjskiej listy przebojów, oraz "Glorious".

## Kariera

### 2011-2013: Warrior
Artystka zadecydowała o tworzeniu pod pseudonimem "Foxes" przez działalność muzyczną popularnej wokalistki Lily Allen. Foxes nie chciała, by mylono je ze sobą i postanowiła przyjąć pseudonim artystyczny. Inspiracją była jej własna piosenka "Like Foxes Do" oraz sen jej mamy, w którym kobieta widziała biegające po ulicy lisy.
Jej pierwszym singlem było wydane w 2012 roku przez Neon Gold Records "Youth", a debiutanckim wydawnictwem EP "Warrior", które zawierało 5 utworów. Piosenkarka zwróciła swoją osobą uwagę czołowych artystów oraz magazynów muzycznych, które nazywały ją "pięknym dzieckiem Florence Welch i Katy Perry". Marina and the Diamonds zaprosiła Foxes do otwierania jej koncertów z serii "Lonely Hearts Club Tour".
Kolejnym wielkim krokiem w karierze artystki był udział w piosence "Clarity" Zedda. Utwór dotarł do 8. miejsca Billboard Hot 100, został zakupiony ponad 2 miliony razy w samych Stanach Zjednoczonych oraz przyniósł duetowi nagrodę Grammy za "Best Dance Recording".
W tym samym czasie Foxes nagrała wspólne piosenki z grupami Fall Out Boy ("Just One Yesterday") oraz Rudimental ("Right Here").

### 2013-2014: Glorious
"Youth" doczekało się ponownego wydania przez RCA Records w 2013 roku. To wtedy utwór odniósł jeszcze większy sukces, zadebiutował na 12. miejscu w Wielkiej Brytanii, na 7 pozycji w Szkocji i zdobył szczyt amerykańskiego notowania Billboard Hot Dance Club Songs. Drugim singlem z albumu "Glorious" zostało "Let Go For Tonight", które stało się pierwszym nagraniem Foxes debiutującym w pierwszej 10 na UK Singles Chart. Przebój zdobył również miejsce 6 w Irlandii i 7 w Szkocji. Na trzecią piosenką promującą krążek wybrano "Holding Onto Heaven". Utwór poradził sobie dobrze na listach przebojów, dostając się na 14. miejsce w Wielkiej Brytanii oraz 9 w Szkocji. Ostatnim singlem zostało tytułowe "Glorious".

### Od 2015: All I Need
Foxes potwierdziła wydanie drugiego albumu studyjnego na 2015 rok. 12 czerwca został wydany album Giorgio Morodera, na którym znajduje się duet z artystką o tytule "Wildstar". Album All I Need został wydany 5 lutego 2016 roku.

## Single

### Jako główny artysta
- 2013: "Youth"
- 2014: "Let Go for Tonight"
- 2014: "Holding Onto Heaven"
- 2014: "Glorious"
- 2015: "Body Talk"
- 2015: "Better Love"
- 2015: "Amazing"

### Gościnnie
- 2012: "Clarity" (Zedd feat. Foxes)
- 2013: "Right Here" (Rudimental feat. Foxes)
- 2013: "Just One Yesterday" (Fall Out Boy feat. Foxes)